# Fibule berbère

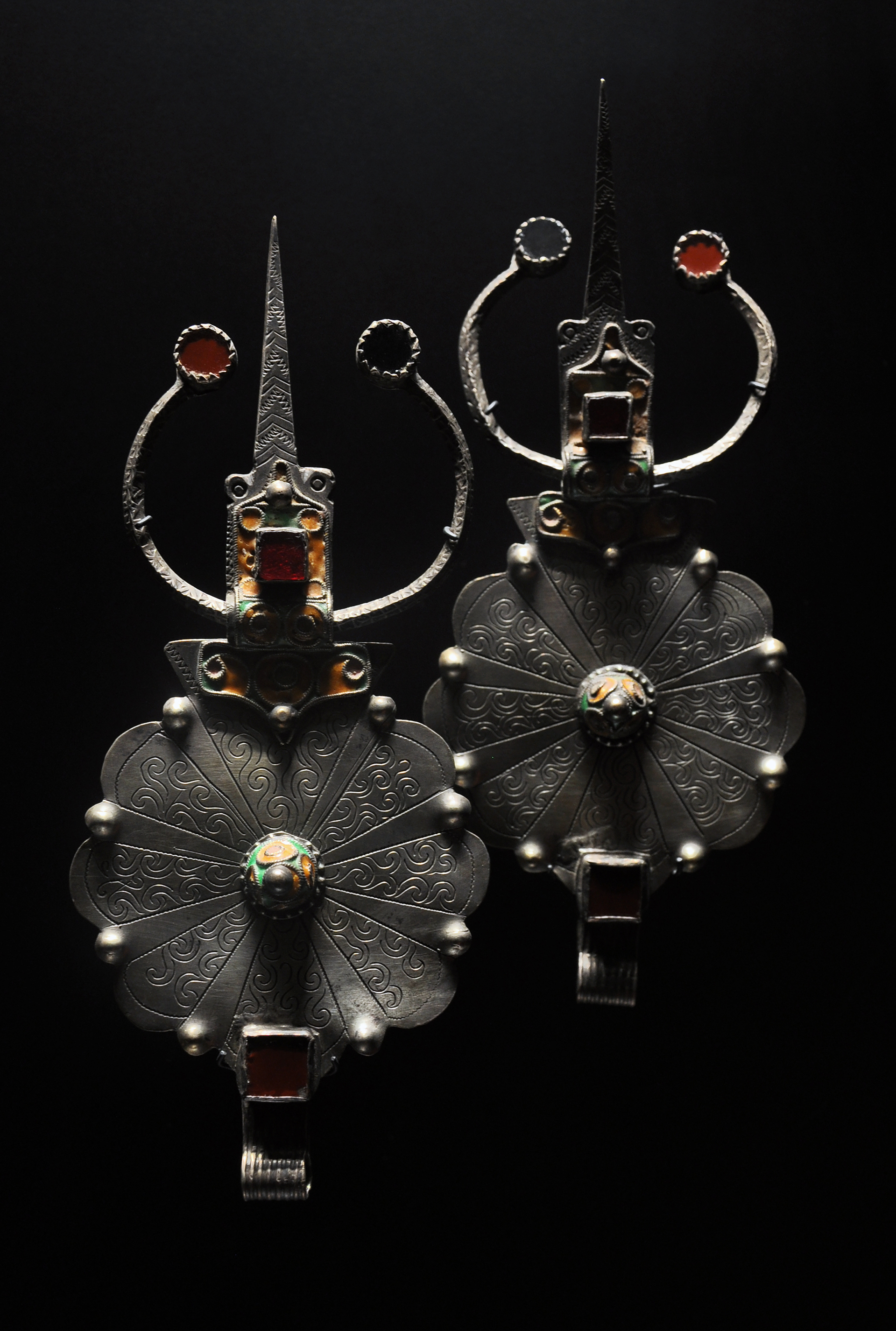
Paire de fibules berbères en argent, musée du quai Branly, Paris.

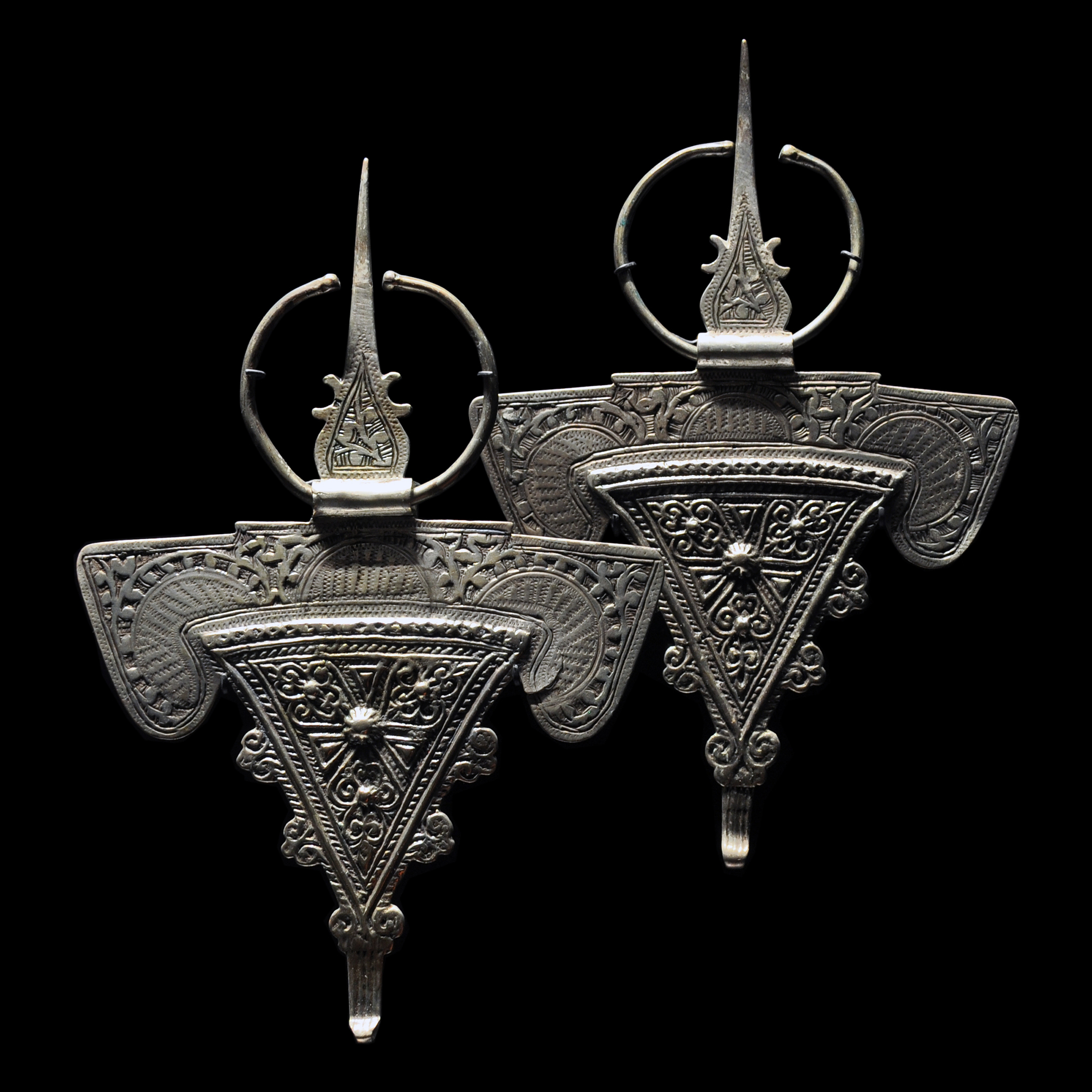
Paire de fibules berbères en argent, musée du quai Branly, Paris.

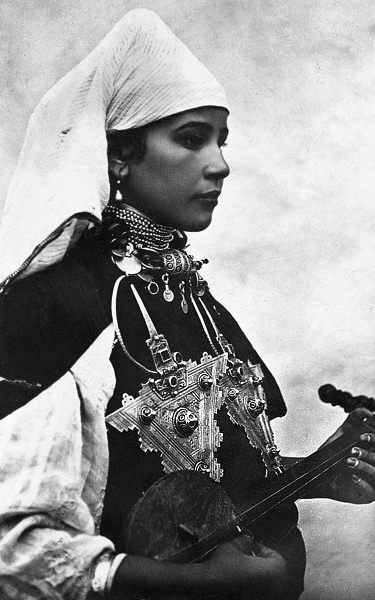
Musicienne berbère du Souss au début du XXe siècle, portant deux fibules berbères.

La fibule berbère est un objet décoratif et symbolique issu du patrimoine berbère. Dans sa langue autochtone, en tamazight, elle est appelée tiseghnest (pl. tiseghnas), ou encore tazerzit (pl. tizerzay) selon les régions.

## Dénominations et étymologie
Dans la plupart des dialectes berbères, notamment en rifain, en mozabite et en tamazight du Moyen-Atlas, elle est appelée tiseɣnest(retranscrit tiseghnest), au pluriel tiseɣnas (tiseghnas), mot signifiant « fibule », « broche » ou « agrafe » et lié à la racine libyque et pan-berbère ƔNS (GHNS), donnant les mots eɣnes (eɣnes) ou ɣens (ghens) « brocher », « agrafer ». En touareg on retrouve un mot similaire sous la forme taseɣnast (taseghnast, plur. tiseɣnâs) qui qualifie une « broche pour fermer les vêtements » ou une « épingle de sûreté ».
Elle est appelée tazerzit, tazerzet, tarezoyt ou tazerzoyt dans le Souss, termes qui signifient « fibule » ou « épingle », liés à la racine berbère RẒY qui donne aussi les mots rzy, « épingler » en chleuh, et les mots taẓerẓit (plur. tiẓerẓay) « broche, épingle », erẓi, « embrocher, être embroché » et ẓerzi, « faire embrocher, embrocher » en touareg.
Ti-seghnest, ta-seghnest et ta-zerzit, tout comme tous les noms commençant par le déterminant berbère ta, ou ti-, sont des noms féminins. 
En Kabylie, la fibule est communément qualifiée du nom arabisé de "afzim"/"tafzimt", ou "abzim"/"tabzimt" (plur. tifzimin/tibzimin), termes provenant non pas du berbère mais de l'arabe « إبْزيمْ » (ibzim) désignant une agrafe, une boucle, ou une fibule, rattaché à la racine ZM : fermer.
En arabe maghrébin, la fibule est appelée bzima, khellâla, khullala ou kitfiyya, khlel en Tunisie.

## Origines
L'auteur française Henriette Camps-Fabrer souligne l'apparition de la fibule berbère à l'âge du bronze au Maghreb. Elle indique dans son article L'origine des fibules berbères d'Afrique du Nord :

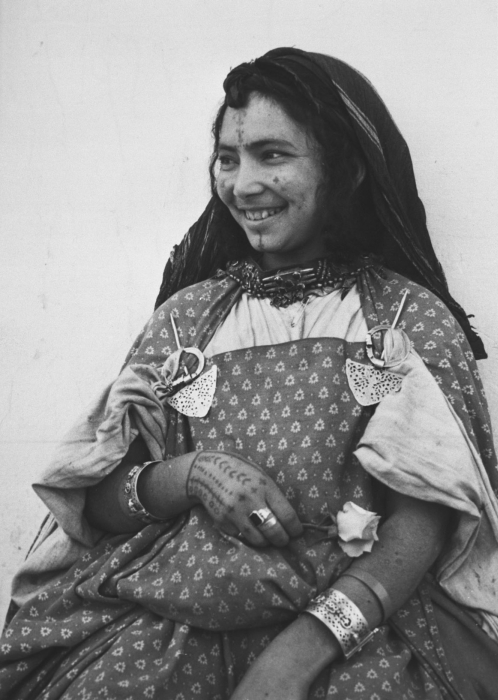
Femme berbère de Tunisie portant une paire de broches (XXe siècle).

« Il fallut d'ailleurs attendre 1964 pour que soit mis en lumière, par G. Camps, l'existence d'un âge du bronze au Maghreb. Cependant, dès cette époque où aucune chronologie sûre ne peut être établie dans cette région, nous voyons apparaître deux types de fibules. Le premier est représenté par une fibule en archet qui provient du dolmen de Béni Messous. Cet objet, malheureusement perdu, a été décrit par le docteur Bertherand qui précise qu'il était pourvu d'un porte-agrafe. Le second type retrouvé aussi à Béni Messous est une fibule en oméga qui, elle, est conservée au musée national du Bardo à Alger et dont le mode de fixation n'exige pas la présence d'un porte-agrafe. Il s'agit en effet d'une fibule annulaire ouverte dont les extrémités sont renforcées par des polyèdres. Un ardillon mobile le long de l'anneau est constitué d'une étroite feuille de bronze enroulée autour de l'anneau et se terminant en pointe>. »

## Utilisation
Dans son livre de 1989, Bijoux Berbères au Maroc, l'ethnologue et médecin David Rouach donne pour sa part des informations détaillées sur la fonction des fibules. Il identifie sept caractères  fondamentaux:
- l’utilitaire, c’est une pièce maîtresse du vêtement de tous les jours.
- l’ornemental, décoré pour embellir.
- l’identitaire, chaque village, chaque tribu a son décor propre.
- le symbolique, son décor de pictogrammes est constitué de signes magiques et protecteurs.
- le patrimoine, tenait de leur capacité à enrichir le patrimoine domestique.
- l’économique, celle de la location de bijoux pour des cérémonies particulières comme le mariage ou la circoncision et qui assurait à ses possesseurs un certain profit.
- le monétaire, celle de servir de monnaie dans les échanges commerciaux.

Les grandes fibules berbères sont souvent destinées à un usage décoratif, mais il existe de petites fibules souvent utilisées comme broches, sans oublier les toutes petites dont l'utilisation est destinée aux cheveux ou au front. De nos jours, elle est plus utilisée comme broche et généralement portée avec la tenue traditionnelle berbère, constituant un signe de fierté et de chasteté pour les femmes berbères. Ces fibules en anneau ouvert, ou fibules « penannulaires », sont portées généralement par deux, avec la pointe de l'épingle tournée vers le haut. Elles sont généralement de grande taille, et de facture plus sommaire que les broches britanniques médiévales, si l'on excepte un groupe de ces accessoires dont la tête d'épingle est très grosse et richement ouvragée. 
La plupart des fibules berbères portées par paires sur chacune des épaules servent à retenir la pièce de tissu rectangulaire qui se porte sur les autres vêtements. Elles sont le plus souvent reliées par une chaîne intercalaire (retenue par des crochets se trouvant à la tête des épingles), au milieu de laquelle est accrochée une boîte. Pourtant, certaines fibules circulaires se portent sur la poitrine ou sur le petit foulard porté sur la tête comme l’adwir de la Grande Kabylie.

## Emblème
La fibule berbère est considérée comme emblématique de l'orfèvrerie d'argent berbère. Certains Chleuhs l’utilisent également comme symbole régional[réf. nécessaire].